# Rajaldesar
Rajaldesar là một thành phố và khu đô thị của quận Churu thuộc bang Rajasthan, Ấn Độ.

## Địa lý
Rajaldesar có vị trí 28°02′B 74°28′Đ / 28,03°B 74,47°Đ Nó có độ cao trung bình là 313 mét (1026 feet).

## Nhân khẩu
Theo điều tra dân số năm 2001 của Ấn Độ, Rajaldesar có dân số 22.837 người. Phái nam chiếm 51% tổng số dân và phái nữ chiếm 49%. Rajaldesar có tỷ lệ 48% biết đọc biết viết, thấp hơn tỷ lệ trung bình toàn quốc là 59,5%: tỷ lệ cho phái nam là 60%, và tỷ lệ cho phái nữ là 36%. Tại Rajaldesar, 19% dân số nhỏ hơn 6 tuổi.